# ديني سوثرن
ديني سوثرن (بالإنجليزية: Denny Sothern)‏ هو لاعب كرة قاعدة أمريكي، ولد في 20 يناير 1904 في واشنطن العاصمة في الولايات المتحدة، وتوفي في 7 ديسمبر 1977 في درم في الولايات المتحدة.

## وصلات خارجية
- ديني سوثرن على موقعبيزبول رفرنس.كوم (الدوري الرئيسي) (الإنجليزية)
- ديني سوثرن على موقعبيزبول رفرنس.كوم (الدوري الثانوي) (الإنجليزية)